# جامائیکا در المپیک تابستانی ۲۰۲۴
کاروان المپیکی جامائیکا، یکی از کاروان‌های حاضر در بازی‌های المپیک تابستانی ۲۰۲۴ بود. این بازی‌ها از ۲۶ ژوئیه تا ۱۱ اوت ۲۰۲۴ (۵ تا ۲۱ امرداد ۱۴۰۳ خورشیدی) به میزبانی پاریس، پایتخت فرانسه برگزار شد. این حضور، هجدهمین حضور تابستانی کاروان جامائیکا پس از کسب استقلال بود. پیش از استقلال، ورزشکاران این کاروان، در ۴ دوره به عنوان بخشی از کاروان بریتانیا و یا فدراسیون هند غربی بریتانیا در المپیک شرکت کرده بودند.

## مدال‌آوران
| مدال | ورزشکار       | ورزش        | رویداد                | تاریخ |
| ---- | ------------- | ----------- | --------------------- | ----- |
| طلا  | روژه استونا   | دو و میدانی | پرتاب دیسک مردان      | ۷‌‌‌ اوت |
| نقره | شانیکا ریکتز  | دو و میدانی | پرش سه‌گام زنان        | ۳ اوت |
| نقره | کیشان تامپسون | دو و میدانی | ۱۰۰ متر مردان         | ۴ اوت |
| نقره | وین پینوک     | دو و میدانی | پرش طول مردان         | ۶ اوت |
| برنز | راجیندرا کمبل | دو و میدانی | تیراندازی مردان       | ۳ اوت |
| برنز | رشید برادبل   | دو و میدانی | ۱۱۰ متر با مانع مردان | ۸ اوت |

| مدال بر اساس ورزش | مدال بر اساس ورزش | مدال بر اساس ورزش | مدال بر اساس ورزش | مدال بر اساس ورزش |
| ----------------- | ----------------- | ----------------- | ----------------- | ----------------- |
| ورزش              | 1                 | 2                 | 3                 | کل                |
| دو و میدانی       | ۱                 | ۳                 | ۲                 | ۶                 |
| کل                | ۱                 | ۳                 | ۲                 | ۶                 |

| مدال‌ها بر اساس جنسیت | مدال‌ها بر اساس جنسیت | مدال‌ها بر اساس جنسیت | مدال‌ها بر اساس جنسیت | مدال‌ها بر اساس جنسیت |
| -------------------- | -------------------- | -------------------- | -------------------- | -------------------- |
| جنسیت                | 1                    | 2                    | 3                    | کل                   |
| مرد                  | ۱                    | ۲                    | ۲                    | ۵                    |
| زن                   | ۰                    | ۱                    | ۰                    | ۱                    |
| مختلط                | ۰                    | ۰                    | ۰                    | ۰                    |
| کل                   | ۱                    | ۱                    | ۲                    | ۶                    |

| مدال‌ها بر اساس تاریخ | مدال‌ها بر اساس تاریخ | مدال‌ها بر اساس تاریخ | مدال‌ها بر اساس تاریخ | مدال‌ها بر اساس تاریخ |
| -------------------- | -------------------- | -------------------- | -------------------- | -------------------- |
| تاریخ                | 1                    | 2                    | 3                    | کل                   |
| ۳ اوت                | ۰                    | ۱                    | ۱                    | ۲                    |
| ۴ اوت                | ۰                    | ۱                    | ۰                    | ۱                    |
| ۶ اوت                | ۰                    | ۱                    | ۰                    | ۱                    |
| ۷ اوت                | ۱                    | ۰                    | ۰                    | ۱                    |
| ۸ اوت                | ۰                    | ۰                    | ۱                    | ۱                    |
| کل                   | ۱                    | ۳                    | ۲                    | ۶                    |

## شرکت‌کنندگان
ورزشکاران این کاروان در ورزش‌های زیر شرکت کردند.
| ورزش        | مردان | زنان | کل |
| ----------- | ----- | ---- | -- |
| دو و میدانی | ۲۶    | ۲۸   | ۵۴ |
| شیرجه       | ۱     | ۰    | ۱  |
| جودو        | ۱     | ۰    | ۱  |
| شنا         | ۱     | ۱    | ۲  |
| کل          | ۲۹    | ۲۹   | ۵۸ |